# Episodi de L'assistente di volo - The Flight Attendant (seconda stagione)
La seconda e ultima stagione della serie televisiva L'assistente di volo - The Flight Attendant, composta da otto episodi, è stata distribuita dal servizio streaming statunitense HBO Max dal 21 aprile al 26 maggio 2022.
In Italia, la stagione è andata in onda in prima visione sul canale satellitare Sky Serie dal 9 al 30 maggio 2022.
| nº | Titolo originale                                                 | Titolo italiano | Pubblicazione USA | Prima TV Italia |
| -- | ---------------------------------------------------------------- | --------------- | ----------------- | --------------- |
| 1  | Seeing Double                                                    | Episodio 1      | 21 aprile 2022    | 9 maggio 2022   |
| 2  | Mushrooms, Tasers, and Bears, Oh My!                             | Episodio 2      | 21 aprile 2022    | 9 maggio 2022   |
| 3  | The Reykjavik Ice Sculpture Festival Is Lovely This Time of Year | Episodio 3      | 28 aprile 2022    | 16 maggio 2022  |
| 4  | Blue Sincerely Reunion                                           | Episodio 4      | 28 aprile 2022    | 16 maggio 2022  |
| 5  | Drowning Women                                                   | Episodio 5      | 5 maggio 2022     | 23 maggio 2022  |
| 6  | Brothers & Sisters                                               | Episodio 6      | 12 maggio 2022    | 23 maggio 2022  |
| 7  | No Exit                                                          | Episodio 7      | 19 maggio 2022    | 30 maggio 2022  |
| 8  | Backwards and Forwards                                           | Episodio 8      | 26 maggio 2022    | 30 maggio 2022  |

## Episodio 1
- Titolo originale: Seeing Double
- Diretto da: Silver Tree
- Scritto da: Steve Yockey

### Trama
Cassie, assidua frequentatrice di centro di Alcolisti Anonimi ormai sobria da quasi un anno, ha ricominciato una nuova vita a Los Angeles con il suo nuovo fidanzato Marco. Lavora ancora come assistente di volo ma è anche impiegata come risorsa civile della CIA. La sera prima di partire per Berlino riceve una busta misteriosa contenente delle chiavi; il giorno seguente il suo referente della CIA Benjamin le dà istruzioni su cosa fare: tenere d'occhio Will Kotov in hotel ed evitare di seguirlo e di parlargli. Durante la missione si imbatte in Gabriella ed Esteban che, con la scusa di ringraziarla per il volo, le clonano il telefono; quando riesce a liberarsi dei due si avvicina al suo bersaglio, ma inizia a chiacchierarci e, quando Will lascia l'albergo, lei decide di pedinarlo. Dopo che Will è entrato in un albergo diverso, Cassie scopre in che stanza alloggia e decide di osservarlo da una camera dell'hotel di fronte ma viene avvistata da Jim, in seguito rivelatosi essere un agente della CIA, che teneva d'occhio la stessa camera. Nel frattempo Will scambia la busta in suo possesso con una valigetta custodita da una donna misteriosa che ha lo stesso tatuaggio sulla spalla di Cassie. Cassie decide di seguire ancora Will quando riceve una chiamata da Megan che le chiede se avesse ricevuto le chiavi e poco dopo vede esplodere l'auto dove era appena salito Will, ritrovandosi ancora una volta invischiata in un omicidio internazionale. Tornata nella sua camera si accorge che qualcuno le ha preso tutti i vestiti e, chiedendo aiuto alla reception, apprende che un'altra donna ha effettuato il checkout con la sua identità. Sul volo di rientro Cassie ritrova Jim, l'uomo che l'aveva vista la sera prima, ed inizia a preoccuparsi, soprattutto quando scesi dall'aereo inizia a seguirla ed è costretta a trovare rifugio in una stanza privata per i membri della compagnia area per cui lavora. Tornata finalmente a casa, viene accolta da Annie e Max ma l'idillio dura poco perché viene portata da Dot alla CIA da due agenti. Dot rivela che l'uomo che stava seguendo era un informatore della CIA e che l'esplosione era dovuta ad una fuga di gas, inoltre le comunica che non volerà per alcuni giorni. Poco dopo essere tornata a casa racconta quello che le è successo ad Annie e Max e poi le viene consegnata la valigia che le era stata sottratta: una volta aperta ritrova oggetti non suoi, compresa una parrucca insanguinata e un View-Master.

## Episodio 2
- Titolo originale: Mushrooms, Tasers, and Bears, Oh My!
- Diretto da: Silver Tree
- Scritto da: Elizabeth Benjamin e Jess Meyer

### Trama
Cassie si confida con Max e Annie circa il suo ruolo di risorsa della CIA e la missione che le era stata affidata a Berlino. I due decidono di aiutarla a scoprire chi c'è dietro all'omicidio mentre Cassie inizia a sospettare della sua collega Grace, così decide di seguirla per scoprire qualcosa di più. Al centro di aiuto per alcolisti anonimi si festeggia l'anno di sobrietà di Cassie, che al termine riceve un messaggio da Grace che la invita a casa sua; lì trova un pacco contenente dei lecca lecca al fentanyl e così scopre il secondo lavoro di Grace. Nel frattempo Max è riuscito a rintracciare il luogo in cui era stata scattata una delle fotografie presenti nel View-Master e insieme ad Annie lì incontra Cassie. Senza ulteriori indizi, i tre se ne vanno sconsolati, anche se la misteriosa donna bionda è nei paraggi e scatta qualche foto. Mentre Marco propone a Cassie di andare a vivere insieme, la ragazza viene contattata dal figlio di Megan, Eli, chiede aiuto a Cassie perché, dopo un anno senza ricevere notizie dalla madre, questa gli ha mandato un messaggio strano chiedendogli di girarlo a Cassie. Max e Annie, davanti all'abitazione di Cassie, trovano Esteban intento a forzare la porta di ingresso della ragazza e Gabrielle, spacciandosi insieme a lui per la nuova vicina di fronte, interviene in suo soccorso.

## Episodio 3
- Titolo originale: The Reykjavik Ice Sculpture Festival Is Lovely This Time of Year
- Diretto da: Jennifer Phang
- Scritto da: Louisa Levy e Ryan Jennifer Jones

### Trama
Esteban e Gabrielle si liberano di Max e Annie e li sorvegliano dall'appartamento di fronte. Cassie e Marco rimandano la discussione sulla convivenza. Ritornata a casa, Cassie decifra il messaggio che le è stato inoltrato da Eli e decide di partire per Reykjavík alla ricerca di Megan nonostante Dot le avesse vietato di volare. All'aeroporto si imbatte in Carol, una collega che vuole partire per la città islandese, e la convince a cederle il suo posto sul volo; una volta a bordo, Cassie viene scoperta da Shane. Giunta in Islanda, Cassie inizia a cercare Megan in tutti i posti in cui sono state durante i viaggi precedenti senza trovare nuovi indizi per poi trovarsi davanti Shane con il quale va a cena: al momento del conto però la sua carta di credito viene rifiutata e riceve un avviso di frode sul telefono per una ingente spesa in un ferramenta. Shane svela a Cassie che è da molto che sta cercando Megan, e come lui anche un agente nordcoreano con cattive intenzioni e per questo cerca di farla desistere dal continuare le ricerche. Cassie va in un centro per alcolisti anonimi locale perché ha avuto una crisi alla quale ha resistito e lì incontra un uomo che durante il suo discorso dice di aver conosciuto una settimana prima una donna di Long Island. Cassie intuisce che possa trattarsi di Megan e chiede ulteriori indicazioni sul posto in questione. Nel frattempo Annie, che viene presentata ai genitori di Max, scopre cosa è raffigurato nella terza diapositiva del View-Maters: si tratta di una targa tedesca, la stessa dell'auto esplosa a Berlino. Cassie rintraccia Megan, mentre a Los Angeles Annie e Max vengono aggrediti da Esteban e Gabrielle che si trovavano all'interno dell'abitazione di Cassie.

## Episodio 4
- Titolo originale: Blue Sincerely Reunion
- Diretto da: Jennifer Phang
- Scritto da: Natalie Chaidez e Haruna Lee

### Trama
Megan spiega a Cassie cosa voleva dire il messaggio criptato che le aveva inviato, spiegandole che la chiave che le ha inviato è quella di una cassaforte contenente le prove che ha raccolto contro i nordcoreani e che c'è una taglia sulla sua testa. Inoltre lei e l'amica Charlie hanno un piano per eliminare Hak, il nordcoreano che è sulle tracce di Megan: il piano però fallisce perché suona il cellulare di Cassie nel momento sbagliato, e quando Hak è sul punto di ucciderle vengono salvate da Miranda, che Cassie aveva precedentemente contattato. Le quattro riescono a fuggire dal retro e trovano riparo su un autobus ma vengono tradite da Cecilia, così decidono di scappare con una barca, poi in elicottero e infine Cassie e Megan rientrano a Los Angeles con un volo privato. Una volta atterrate, Cassie apprende da un notiziario di un duplice omicidio con i corpi rinvenuti nel lago a Echo Park e pensa che vogliano incastrarla. Nel frattempo a Los Angeles, Max e Annie rinvengono dopo essere stati sedati da Esteban e pensano che Gabrielle sia la persona che si finge la loro amica: Esteban e Gabrielle cercano di farsi dire dove si trova Cassie poiché interessati a consegnare Megan ai nordcoreani e quando se ne vanno Annie e Max capiscono che la ragazza di Berlino è un'altra. Quando Annie si rende conto che le hanno rubato l'anello di fidanzamento che aveva messo nella borsa, lei e Max decidono di recuperarlo, entrano nell'appartamento dove avevano visto Esteban e Gabrielle ma trovano gli anziani proprietari dell'abitazione legati dentro al ripostiglio. Cassie decide di andare da Benjamin a spiegare quello che le sta succedendo, ma è lui stesso che confida che i due corpi ritrovati a Echo Park erano due analisti della CIA. La ragazza, dopo un'iniziale esitazione, si lascia andare a un amplesso con Benjamin.

## Episodio 5
- Titolo originale: Drowning Women
- Diretto da: Pete Chatmon
- Scritto da: Liz Sagal e Steve Yockey

### Trama
Cassie si risveglia nell'ufficio di Benjamin e, al risveglio, trova un fascicolo con il suo nome scritto sopra; decide di scoprire cosa c'è al suo interno ma avendo poco tempo scatta delle foto con il cellulare e se ne va prima che lo stesso Benjamin si svegli. Una volta lasciato l'edificio della CIA, chiede aiuto a Shane dopo avergli spiegato quello che sta succedendo e i sospetti che ha su una sua presunta "sosia". Tornata a casa mostra le foto scattate a Max e Annie; Annie cerca di risollevare il morale di Cassie, mentre Max spiega tutto quello che la CIA potrebbe fare per incriminarla: l'unica cosa certa è che il View-Master contiene sicuramente un indizio, solo che è stato sottratto da Esteban e Gabrielle. Cassie prova ad evitare Marco senza riuscirci, poi si dirige al lavoro dove c'è in programma una esercitazione e dove deve incontrare Shane. Arrivata alla sede della Imperial Atlantic discute con Shane che le mostra alcune foto di videocamere di sicurezza che mostrano la "sosia" e viene informata da Brenda che Megan se ne è andata. A Long Island, Megan incontra la sua amica Cherri, che ora è la proprietaria di uno strip club, e le chiede della cassaforte per riprendere ciò che aveva lasciato custodito. Tuttavia, Cherri l'ha affittata a Wanda perché Megan si era "dimenticata" di pagare l'affitto, ma Cherri si propone di aiutarla a ritrovarla: le due riescono a recuperare la cassaforte solo dopo aver drogato Wanda. Annie si interroga su come i Diaz sapessero cose intime di cui lei aveva parlato con Max che la informa delle cimici e decidono di rintracciarli per recuperare il View-Master; mentre Max è al lavoro si accorge che i Diaz gli hanno hackerato il computer. Cassie, che cerca conforto da Grace, cede alla tentazione di un cocktail che la porta a tornare a casa ubriaca; decide di risolvere il caso ma quando Dot non le risponde chiama Shane che è indaffarato in cucina per cui risponde il suo compagno Justin. Cassie rivela accidentalmente a Justin che Shane lavora alla CIA, cosa di cui non ne era a conoscenza. Annie e Max hanno rintracciato i Diaz e Max entra in casa per recuperare il View-Master e il loro portatile; inoltre, decide di dare una occhiata al piano superiore per cercare l'anello di fidanzamento che avevano sottratto a Annie, senza trovarlo.

## Episodio 6
- Titolo originale: Brothers & Sisters
- Diretto da: Silver Tree
- Scritto da: Ian Weinreich e Kristin Layne Tucker

### Trama
Mentre Annie, che ha ritrovato Cassie addormentata sul pavimento di casa, sta cercando di aiutarla arriva Benjamin e Cassie decide di fuggire dal retro. Cassie parte per New York con suo fratello per incontrare Lisa, la loro madre, e portare un omaggio al loro defunto padre; sull'aereo Cassie rivela a Davey di aver avuto una ricaduta. Nel frattempo a Los Angeles, Annie e Max cercano di scoprire la vera identità dei Diaz ma nel loro portatile trovano solo le loro false identità e, mentre stanno parlando, la donna misteriosa entra in casa e piazza un coltello insanguinato in cucina senza farsi notare. Max riesce a scoprire che i Diaz inviavano informazioni dettagliate su Cassie, abitudini e spostamenti, a un gruppo nordcoreano, compreso il fatto che Cassie è andata a New York a trovare la madre; Annie cerca di informarla senza riuscirci. A New York, Cassie e Davey incontrano Lisa che non sapeva del loro arrivo, gli comunica che ha subito un'effrazione e madre e figlia provano a confrontarsi e ricucire il loro rapporto; mentre Davey sta ripulendo la sua stanza, Cassie nota una scatola contenente un orsacchiotto, due dischi di fotografie del View-Master e una lettera profumata riconducibile alla donna misteriosa. Benjamin inizia a sospettare di Cassie e chiede informazioni a Shane; Dot invece inizia a sospettare di Benjamin dopo che quello che è successo a Berlino è collegato con l'omicidio dei due analisti e lo comunica a Cassie. Cassie e Davey sono costretti a fuggire dal retro quando arrivano i nordcoreani; durante la fuga Davey le chiede maggiori informazioni e Cassie gli rivela quello che le sta succedendo. I due riescono a scappare e prendere l'aereo di ritorno per Los Angeles e mentre Cassie sfoglia sul cellulare le foto delle diapositive, Davey si accorge che una di queste è il codice di immatricolazione di una barca. Shane contatta Cassie e la informa di non andare alla CIA perché risulta sospettata degli omicidi mentre Cassie gli inoltra il codice della barca chiedendogli di scoprirne qualcosa. La barca in questione sembra essere della CIA e quando Jim, il collaboratore di Benjamin, scende viene assassinato dalla misteriosa donna bionda somigliante a Cassie.
- Special guest star: Sharon Stone (Lisa Bowden)

## Episodio 7
- Titolo originale: No Exit
- Diretto da: Silver Tree
- Scritto da: Jess Meyer

### Trama
Cassie e Shane raggiungono la barca che hanno rintracciato grazie al numero di matricola presente nel View-Masters e Shane nota immediatamente una macchia di sangue sul molo, saliti a bordo trovano tre cadaveri; Cassie riconosce Jim mentre Shane chiama la polizia. Cassie è sempre più agitata dopo che vede a terra un guanto rosso, l'altro era stato ritrovato a Berlino, e prova a chiamare Dot che però è impegnata con altri agenti, così Cassie decide di portare con sé il guanto. Megan incontra mr. Ro in un parcheggio multilivello, qui Ro la invita a riconsegnare tutti i documenti che aveva rubato in precedenza minacciando l'incolumità di suo figlio, inizialmente Megan sembra voler consegnare i documenti ma decide di tramortire Ro e chiuderlo nel bagagliaio della sua auto. Cassie, una volta tornata a casa con Shane, aggiorna Annie e Max e si lascia sfuggire che Shane non è solo un assistente di volo ma è anche un agente della CIA, poi Shane analizza quanto successo comunicando che tutte le vittime erano collegate in qualche modo a Will e che i luoghi degli omicidi erano ritratti nelle diapositive del View-Masters, ora manca solo una diapositiva e, secondo il suo ragionamento, l'ultima persona che dovrebbe essere assassinata sarebbe proprio Cassie. Megan chiede aiuto a Cassie per organizzare un incontro con Shane, che era l'agente della CIA che stava provando a rintracciarla, quando una pattuglia si ferma per un controllo. Nel frattempo Max scopre cosa raffigura l'ultima diapositiva; una giostra vicino al mare, al molo di Santa Monica, e che se succede qualcosa avverrà il quel giorno perché poi le giostre vengono chiuse per un mese per una ristrutturazione, poi vede qualcosa di strano sulla mensola della cucina, Cassie va a vedere e trova un pugnale insanguinato che ora ha le sue impronte. Cassie e Shane decidono di andare al molo, seguiti da Annie e Max a cui era stato detto di restare a casa; Shane decide di continuare la ricerca da solo e chiede a Cassie di aspettarlo su una banchina e avvisarlo se cede qualcosa di sospetto. Cassie vede la sosia, avvisa Shane e inizia a seguirla; Annie e Max raggiungono il molo ma non si accorgono di essere seguiti da Esteban e Gabrielle. Durante l'inseguimento Cassie riceve la chiamata di Dot e perde di vista la sosia, quando si trova davanti Benjamin inizia a scappare e si rifugia sulla ruota panoramica, da qui vede Shane accasciarsi a terra davanti a Benjamin; Annie e Max si nascondono quando vedono i Diaz, poi con un diversivo li mettono fuori gioco. Quando finalmente Cassie scende dalla giostra si trova davanti la sosia e capisce la sua identità, le due salgono sulla giostra e Grace le rivela di non lavorare per Benjamin e di averlo accoltellato poco prima, poi si spara ad una tempia davanti a Cassie.
- Special guest star: Sharon Stone (Lisa Bowden)

## Episodio 8
- Titolo originale: Backwards and Forwards
- Diretto da: Silver Tree
- Scritto da: Steve Yockey

### Trama
Cassie, che si trova in ospedale per lo shock, viene raggiunta da Dot che le mostra una fotografia di una telecamera raffigurante Grace ed un'altra donna che assomigliano a Cassie; poi va da Shane a chiedergli di fare entrare Megan nel programma di protezione dei testimoni e aiutarla. Rick chiede aiuto a Cassie perché Davey non è rientrato a casa da quando era partito con lei per andare a trovare Lisa. Dot sta accompagnando Cassie alla sede della CIA e quando Cassie le chiede se può passare a casa per una rinfrescata non acconsente, ma le propone di fermarsi a casa sua che è sul tragitto che devono percorrere; una volta lì Cassie nota una foto di Dot nell'esercito tagliata in due e trova il profumo Santal 33 con cui era stata profumata la lettera che aveva trovato in precedenza, poi ricorda di aver visto la stessa foto a casa di Grace, strappata dal lato opposto, e informa Annie e chiede a Max di far scattare l'allarme all'indirizzo che le ha mandato per poter scappare da Dot ma il piano fallisce; Dot rivela tutto a Cassie che riesce a far scattare l'allarme e i due agenti di guardia, allarmati anche da Benjamin, entrano e prendono in custodia Dot. Cassie può concentrarsi su Davey e quando lo chiama risponde Jenny che la informa che suo fratello sta dando di matto, così Cassie si precipita alla sua abitazione. Quando Cassie viene portata nella stanza dove è Davey si preoccupa di come sta dormendo, poi vede Jenny brandire un martello e alle sue spalle scorge una bacheca con foto che la ritraggono in diverse momenti e una parte dedicata a Feliks. Jenny distrugge il telefono di Cassie e la informa che Davey è narcotizzato, di come ha conosciuto Feliks e cosa le ha chiesto di fare; Davey si riprende e aiuta Cassie a salvarsi da Jenny. Megan, Bill ed Eli vengono portati nella loro nuova casa protetta.
- Special guest star: Sharon Stone (Lisa Bowden)
- Guest star: Colin Woodell (Feliks)